# Erich Pritsch
Erich Pritsch (* 24. Juni 1887 in Posen; † 5. August 1961 in Köln) war ein deutscher Jurist.

## Werdegang
Nach dem Abitur studierte Pritsch Jura in Berlin und wurde dort Mitglied der katholischen Studentenverbindung K.St.V. Askania im KV. Dem Referendarexamen 1908 folgte im November 1910 an der Universität Rostock die Promotion. Nach dem Assessorexamen trat er in den Justizdienst ein und wurde Richter am Landgericht III Berlin. Seit 1930 war er im Preußischen Justizministerium und ab 1935  als Ministerialrat im Reichsjustizministerium tätig. 
1947 wurde Pritsch Senatspräsident am Obersten Gerichtshof für die britische Zone, von 1950 bis 1953 war er Senatspräsident am Bundesgerichtshof in Karlsruhe und saß dem V. Zivilsenat vor. Seit 1948 war er auch  Honorarprofessor für Rechtsvergleichung und Orientalisches Recht an der Universität Bonn.
Pritsch wurde 1938 im Zusammenhang mit der gewaltsamen Verdrängung des rechtmäßigen Eigentümers Adam Leonhard neben dem nominellen neuen Herausgeber, Axel von Freytagh-Loringhoven, geschäftsführender Herausgeber der Zeitschrift für Vergleichende Rechtswissenschaft in Verbindung mit der Akademie für Deutsches Recht.

## Ehrungen
- 1953: Großes Verdienstkreuz der Bundesrepublik Deutschland
- 1961: Ehrendoktor der philosophischen Fakultät der Universität Bonn